# Saud da Arábia Saudita
Saud da Arábia Saudita (Kuwait, 12 de janeiro de 1902 — Atenas, 23 de fevereiro de 1969) foi um rei e monarca árabe, filho e sucessor de Ibn Saud, morto em 1953.
Após uma visita de Saud aos Estados Unidos, em 1957, houve um estreitamento da relação entre os países, especialmente com a compra de material bélico norte-americano pela Arábia Saudita. No mesmo ano, a Arábia Saudita declarou que o Golfo de Aqaba era território saudita.
Em 1958, a constituição foi alterada, diminuindo o poder absoluto do rei, com poderes legislativos e executivos sendo transferidos ao primeiro-ministro.
Faisal substituiu Saud em 1964.